# Vanina Oneto
Vanina Oneto, född den 15 juni 1973 i San Fernando, är en argentinsk landhockeyspelare.
Hon tog OS-silver i damernas landhockeyturnering i samband med de olympiska landhockeytävlingarna 2000 i Sydney.
Hon tog därefter OS-brons i damernas landhockeyturnering i samband med de olympiska landhockeytävlingarna 2004 i Aten.
Vanina var också med i Argentinas lag som vann 2002 års VM, 2001 Champions Trophy, tre Panamerikanska spel och Pan American Cup 2001.